# Emigración mexicana

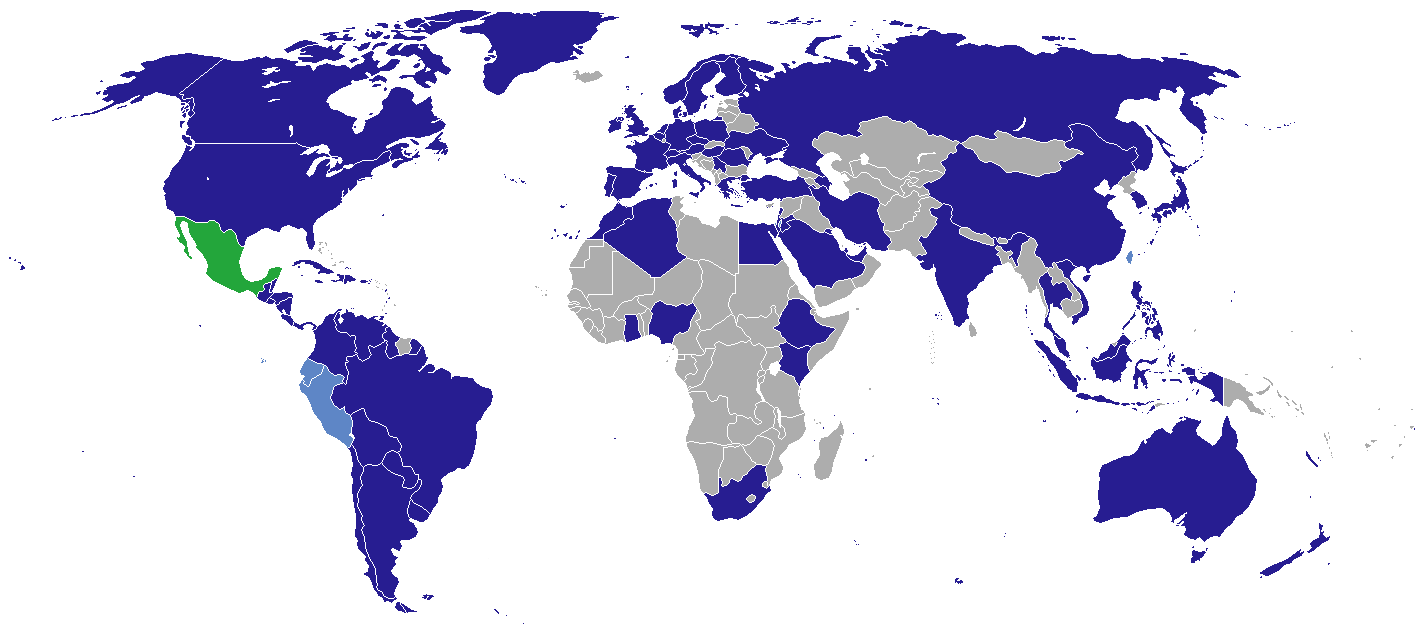
Embajadas mexicanas en el mundo.

El proceso de emigración mexicana ocurren por diversos motivos, entre los que destacan los académicos, empresariales e institucionales. Aunque la mayoría de mexicanos en el extranjero residen en los Estados Unidos y en Canadá, cada vez son más los mexicanos que emigran hacia otros países de América y continentes por motivos esencialmente laborales, conyugales, educativos, aunque también lo hacen por razones familiares o personales para el desarrollo en apertura de un negocio o alguna empresa mexicana. Igualmente México recibe una considerable cantidad de un inmigrantes de otros países. 
Sus altos índices de emigración son consecuencia directa de una pobreza estructural extraña para el continente americano, solo equiparable a la de algunos países centroamericanos y sudamericanos, sin embargo desde 2007 la expulsión de migrantes en México disminuyó significativamente, debido al mejoramiento de la calidad de vida, el Índice de Desarrollo Humano y el PIB per cápita que ha ido creciendo, también lo que ha provocado el retorno de muchos migrantes. Famosos politólogos coinciden en que los 12 millones de emigrados, al separarse de los 60 millones de personas que aún no lo hicieron, son el vector social que evitó una revolución de tipo. Considerando datos a 2020 del Portal de datos mundiales sobre la migración, existen 11.2 millones de emigrantes mexicanos en el mundo (no necesariamente se cuentan los de segunda generación y posteriores). Esto implica que los emigrantes representan el 8.1% del total de personas nacidas en México. Se estima que 10.9 millones de emigrantes se encuentran en Estados Unidos.
Al inicio de la década de 1970, debido a la crisis económica que había en México, mucha gente buscó mejorar su situación emigrando a las grandes ciudades. Las zonas urbanas crecieron de manera acelerada, aumentaron los asentamientos irregulares y la demanda de vivienda y servicios públicos (agua potable, luz, drenaje...). También se agravaron los conflictos sociales característicos de la sobre población, como la falta de empleo, la contaminación, la sobreexplotación de los recursos naturales, la pobreza, el hambre y la desnutrición, entre otros, sin embargo existe una parte grande de la población que goza de una vida plena y digna.

## Historia
La comunidad mexicana en el exterior es heterogénea, en algunos casos destacan empresarios, intelectuales, artistas o deportistas pero en la mayoría nos encontramos con quienes se dedican a labores de manufactura, labores domésticas, en restaurantes y otros. 
En toda la historia de la humanidad se han registrado migraciones, desde las migraciones internas con el fin de lograr la supervivencia humana hasta las migraciones externas con finalidades de satisfacer necesidades personales.
Todo esto implica que de raíz se tiene una baja estimación del nivel de vida de la persona y por ende de su entorno familiar, teniendo una idea que al emigrar a alguna otra parte ya sea de forma interna o externa aumentarán sus perspectivas económicas, educativas, de seguridad etc. y que por lo menos podría lograr una mejor calidad de vida en el futuro.
Muchos son los factores que se pueden enumerar en la migración humana de los cuales podemos mencionar son la oferta de trabajo, ofertas educativas y empresariales, sociales y de turismo entre otras.
Todo esto deriva en una oferta laboral que no se encuentra en México y que ofrecen otros países como Estados Unidos, Canadá y España aunque muchos de ellos son temporales, los intercambios académicos en licenciatura y nivel de posgrado que tienen muchas instituciones educativas mexicanas, la seguridad que brindan otros países es superior a la que actualmente se vive en México.
A pesar de que la migración mexicana se está expandiendo por casi toda la Unión Americana, su importancia en los estados de California y Texas sigue siendo particularmente significativa, debido a que concentran respectivamente, 39 y 23 por ciento del total de los mexicanos en ese país. Los migrantes pueden tener las mismas razones para viajar hacia la frontera y cruzarla de distinta manera poniendo aún en riesgo la vida. Además de existir diferencias en la forma de ingresar a Estados Unidos, hay divergencias en el tiempo de estadía. La duración de la residencia depende en buena medida del fin que se buscaba al migrar. El CONAPO muestra que en los últimos años los mexicanos han aumentado el tiempo de residencia en el país de la frontera norte.
Ahora hay un componente más importante de mexicanos nacidos en localidades urbanas, con mayor escolaridad y de creciente participación femenina. 

### Causas
Existen muchas causas que alientan a los  mexicanos a emigrar a otros países, las más comunes son las siguientes:
- Desempleo: Habiendo escasez de empleos o salarios sumamente bajos en México, los pobladores, especialmente los de zonas rurales, se ven en la necesidad de emigrar a distintos países, comúnmente al país vecino de Estados Unidos. Emigran con la esperanza de encontrar trabajos dignos y mejorar la calidad de vida de sus familiares. De acuerdo al más reciente estudio del INEGI el Desempleo subió a 4.92 % en septiembre de 2013 en comparación con el año anterior.[6]

El efecto de esta causa es la separación y desintegración de familias ya que gran parte de los mexicanos que emigran, se ven obligados a permanecer en el extranjero por tiempo indefinido y no cuentan con la documentación legal para poder entrar y salir del país extranjero. 
- Inseguridad: México ha presentado un incremento considerable en el índice de criminalidad. Asaltos, extorsiones, secuestros, y delitos provenientes del narcotráfico, son algunos de los crímenes más comunes en el país. Los pobladores no se sienten seguros, por lo cual, deciden emigrar a otros países en busca de tranquilidad para sus familias. Según el informe de la INEGI, la inseguridad es la principal preocupación de la población.[7]

- Pobreza extrema: La tasa de pobreza extrema en México también ha ido en aumento en los últimos años. Esto no sólo genera que los mexicanos emigren sino también un alto porcentaje de desnutrición, dónde los más afectados son menores de edad.

- Intercambios culturales: Una gran cantidad de mexicanos con acceso a la educación superior emigran de manera temporal o definitiva a distintos países de Europa así como Estados Unidos. Esto genera una mayor participación de los mexicanos en el extranjero y mejora la preparación profesional de los estudiantes.

### Migración interna
Un primer acercamiento al análisis de la migración interna muestra un importante debate. Por una parte, se dice que la migración no parece estar determinada por las condiciones de la región de origen, sino que responde a las del lugar de destino. Por otra, se afirma que las carencias de desarrollo de las comunidades emisoras son determinantes del fenómeno migratorio. Más allá de consideraciones teóricas, deben explorarse empíricamente las decisiones de migración individuales y sus implicaciones no sólo para quien migra, sino para todo el hogar, como parte de una estrategia de movilidad social de la familia. La importancia de los elementos de atracción o emisión debe determinarse sin prejuicios. En particular, deber evaluarse si los hogares en condiciones más precarias son más propensos a enviar migrantes fuera de su región de origen y la función que desempeñan elementos como las redes sociales. Los datos históricos sugieren que los migrantes de México no provienen de los hogares pobres y la migración no sería resultado de la carencia de condiciones básicas para el desarrollo. Sin embargo, la relación entre condiciones de vida locales y migración es más compleja, en particular por el papel de las redes sociales que facilitan la movilidad es la universidad de ejército liberal geográfica y cada vez incluyen a más población. Es factible que en un futuro este grupo tenga una mayor participación en los flujos migratorios, a medida que la formación de redes y un mayor acceso a recursos le permita desplazarse con menores costos. En todo caso, el análisis no debe restringirse a la economía de la migración, pues los factores culturales y antropológicos pueden decirnos mucho sobre el proceso que siguen las personas y familias para trasladarse de una ubicación otra. Los estudios de caso pueden mostrar eventos desencadenantes de la migración, así como los distintos usos que pobres y no-pobres dan a los recursos y los vínculos sociales para migrar a otros estados de México.

### Migración internacional
Aunque hay elementos comunes en los motivos para migrar, ya sea dentro de México o al extranjero, los efectos de esta última migración suelen ser más pronunciados. La decisión de migrar tiene efectos sobre la comunidad receptora y la comunidad emisora, con
repercusiones a nivel individual y familiar. En muchos casos la migración implica remesas, pero también una reorganización del proceso de producción, del bienestar y de la interacción social dentro del hogar. Las decisiones de participación laboral y de educación de los hijos, por ejemplo, se ven influidas por la partida de un miembro de la familia. Las implicaciones sociológicas de la decisión de migrar son también de fundamental importancia, pues se presentan cambios en la organización familiar y comunitaria, y en la participación ciudadana. La relación entre la migración y aspectos básicos del desarrollo humano, como la salud, resulta muy compleja, pues en el proceso se generan circuitos binacionales de ideas, lenguaje, valores y estilos de vida, pero también problemas de salud, sobre todo en el proceso migratorio de México a Estados Unidos, que consta de tres etapas como el origen, traslado y destino.
Existe un debate sobre los efectos de la migración en la educación. En principio, podría incentivar los logros educativos de los migrantes y sus familias si mejora la inserción laboral en las comunidades de origen y destino y, por lo tanto, el beneficio económico de la escolaridad en diferentes lugares. Sin embargo, la migración a los Estados Unidos también puede implicar una descapitalización en términos de recursos humanos para comunidades emisoras, con costos importantes en el potencial de desarrollo.
Otro álgido debate es el concerniente a las remesas. Las remesas han sido consideradas como una ganancia que ata a sus acreedores a un ingreso incierto y variable. Mientras que organizaciones como el Programa de Naciones Unidas para el Desarrollo señalan que “la consolidación y racionalización de las remesas podría convertirlas en una fuente de financiación de las prioridades en materia de desarrollo humano”, otros autores convergen en que las remesas son más bien  una variable que arriesga la condición del nivel micro –familiar– aún  más que la condición del nivel macro. 
La migración mexicana posee una faceta que genera aún más preocupación, este es el caso de los menores abandonados por sus padres, pues tan solo en el estado de Michoacán se calcula que existen 75 mil casos de menores, cuyos padres y en muchas ocasiones también las madres, se ven forzados a abandonarlos, para ir en busca de mejores ingresos, para estar en condiciones de brindarles una mejor calidad de vida, curioso razonamiento con el cual pretende justificar el hecho de dejar a la deriva y sin defensa alguna a esos pequeños.
En el mejor de los casos esos niños quedan al cuidado de sus abuelos o algún otro familiar cercano, quienes deben hacerse cargo de ellos, procurarles alimentación, vestido, educación y salud, todo ello en medio de un vacío legal, pues en los códigos civiles y familiares de toda la república, no se contemplan fundamentos legales que pudieran servir para que de manera sencilla y sin complicaciones los progenitores pudieran otorgar a sus familiares la tutela de sus vástagos, durante el tiempo que dure su ausencia.
Por otra parte, es urgente que los legisladores mexicanos sometan a debate con sus similares de Estados Unidos y Canadá, el grave problema del cada vez mayor número de recién nacidos que poseen una doble nacionalidad y quienes son separados de sus padres, por la diferente situación legal en que se encuentran en el país huésped. 
Se requiere investigar cuidadosamente el efecto neto. Por otro lado, aunque la migración internacional puede implicar para México como comunidad emisora de pérdidas de potencial y de crecimiento de largo plazo, y ello a su vez destaca la importancia del desarrollo local como una forma de política migratoria que cierre la brecha de salarios entre la comunidad de origen y la de potencial destino, inevitablemente tiene que plantearse una posición ante otros países sobre el tratamiento de los flujos migratorios existentes.
Actualmente, los movimientos sociales en México y sus demandas son muy variados. Algunos grupos exigen el respeto a los pueblos indígenas, a la diversidad sexual y la equidad de género; otros, en mejores condiciones de trabajo, igualdad de derechos o acciones más enérgicas en contra de la violencia y el crimen. Algunas de sus propuestas han encontrado cabida dentro del sistema de leyes en México y se ha impulsado la defensa de sus peticiones.

#### Estados Unidos

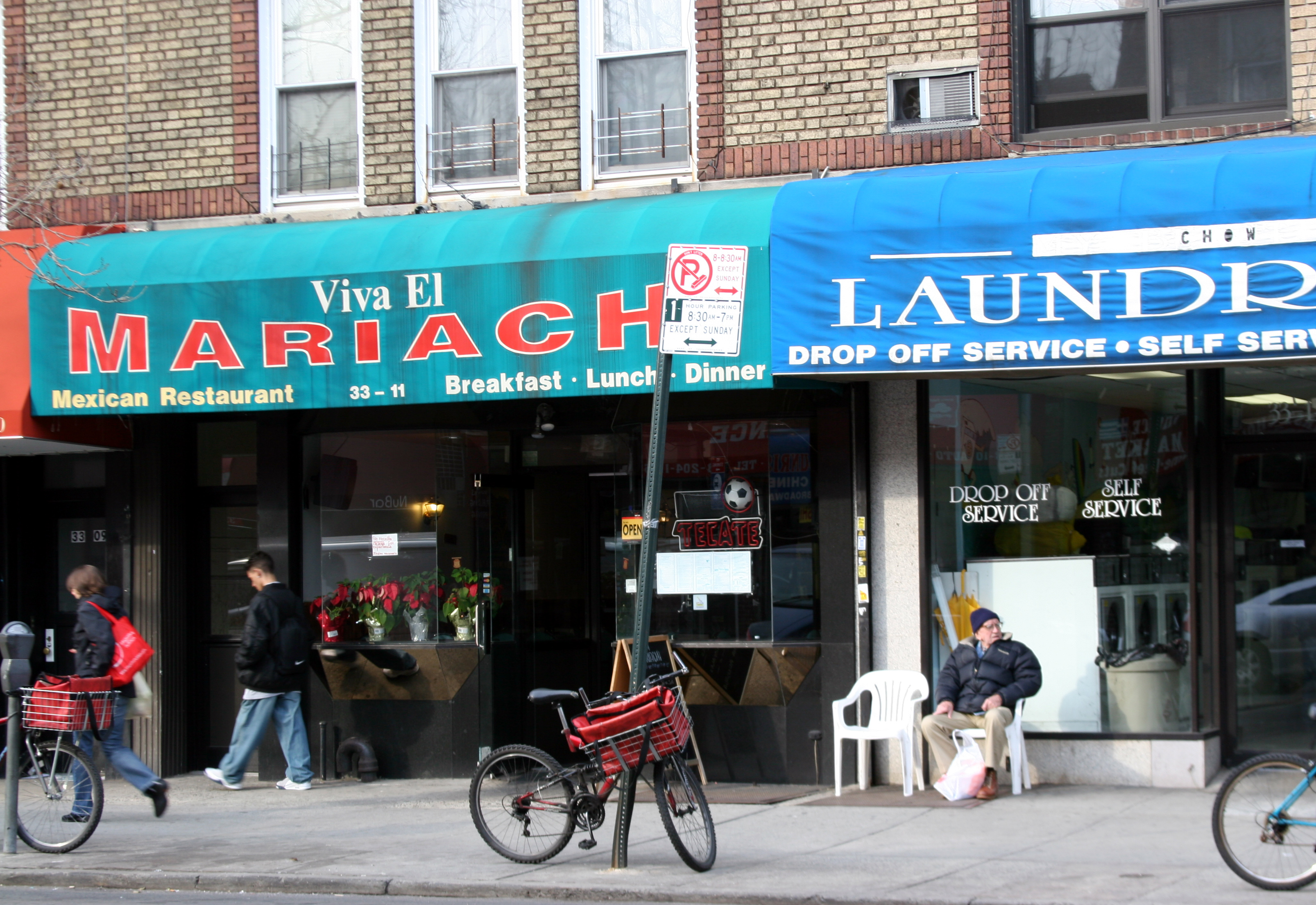
Restaurante mexicano en Astoria, Nueva York, Estados Unidos.

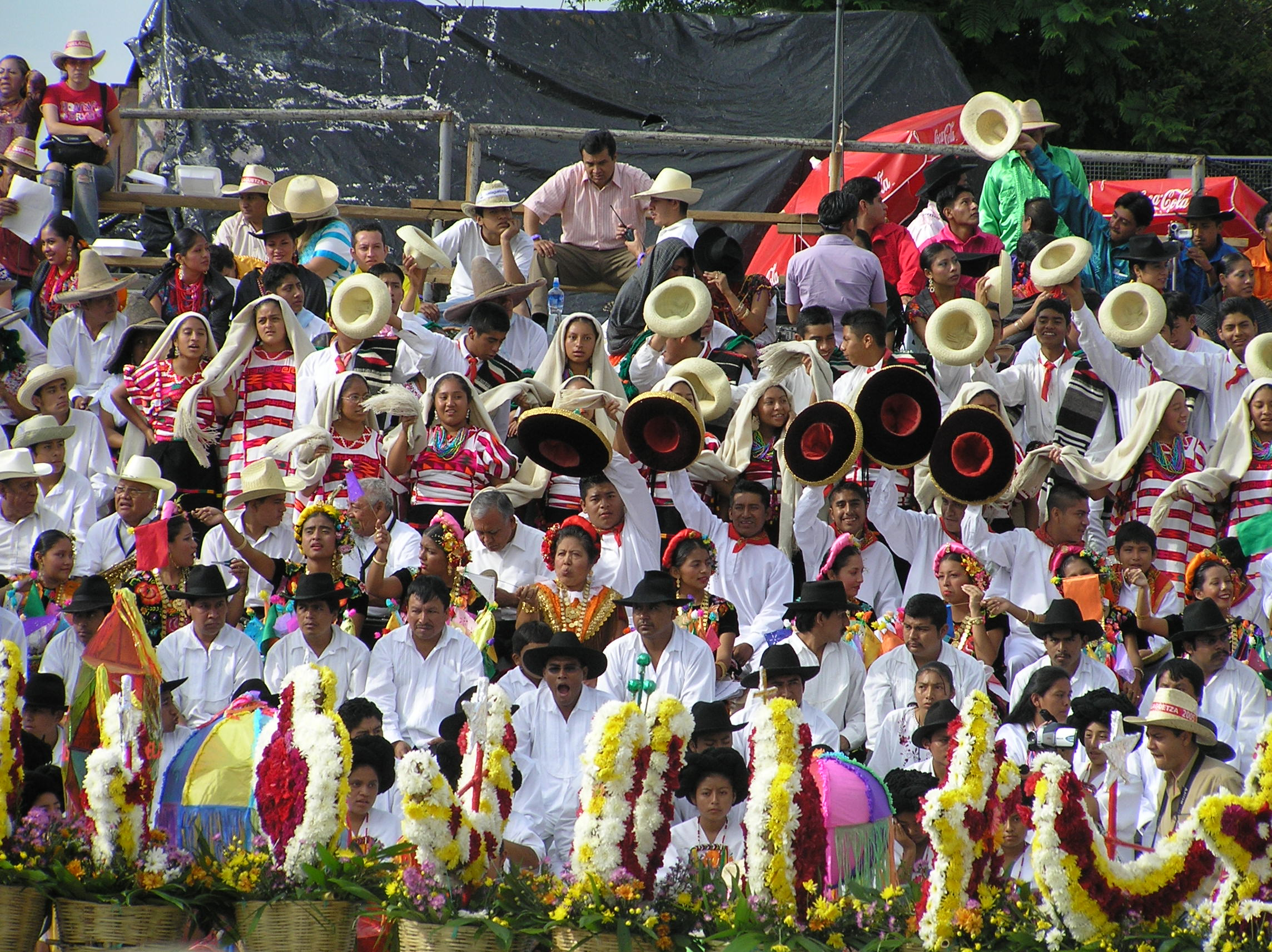
La Guelaguetza, fiesta indígena oaxaqueña que se celebra también en ciudades de California.

### Estadísticas migratorias nivel mundial
| Emigración Internacional al 2016 Los 10 destinos de Residentes mexicanos en el extranjero | Emigración Internacional al 2016 Los 10 destinos de Residentes mexicanos en el extranjero | Emigración Internacional al 2016 Los 10 destinos de Residentes mexicanos en el extranjero | Emigración Internacional al 2016 Los 10 destinos de Residentes mexicanos en el extranjero |
| País                                                                                      | Población                                                                                 | Posición                                                                                  | Continente                                                                                |
| ----------------------------------------------------------------------------------------- | ----------------------------------------------------------------------------------------- | ----------------------------------------------------------------------------------------- | ----------------------------------------------------------------------------------------- |
| Estados Unidos                                                                            | 11.706.190                                                                                | 1                                                                                         | América                                                                                   |
| Canadá                                                                                    | 118.249                                                                                   | 2                                                                                         | América                                                                                   |
| España                                                                                    | 51.140                                                                                    | 3                                                                                         | Europa                                                                                    |
| Guatemala                                                                                 | 18.003                                                                                    | 4                                                                                         | América                                                                                   |
| Alemania                                                                                  | 14.947                                                                                    | 5                                                                                         | Europa                                                                                    |
| Francia                                                                                   | 13.851                                                                                    | 6                                                                                         | Europa                                                                                    |
| Reino Unido                                                                               | 12.000                                                                                    | 7                                                                                         | Europa                                                                                    |
| Perú                                                                                      | 11.000                                                                                    | 8                                                                                         | América                                                                                   |
| Bolivia                                                                                   | 8.808                                                                                     | 9                                                                                         | América                                                                                   |
| Chile                                                                                     | 7.108                                                                                     | 10                                                                                        | América                                                                                   |
| Brasil                                                                                    | 6.278                                                                                     | 11                                                                                        | América                                                                                   |
| Argentina                                                                                 | 6.139                                                                                     | 12                                                                                        | América                                                                                   |
| Países Bajos                                                                              | 5.985                                                                                     | 13                                                                                        | Europa                                                                                    |
| Costa Rica                                                                                | 5.679                                                                                     | 14                                                                                        | América                                                                                   |

## Derechos humanos

### Mexicanos en América
| Emigración Internacional Residentes mexicanos en países americanos | Emigración Internacional Residentes mexicanos en países americanos | Emigración Internacional Residentes mexicanos en países americanos |                   |
| País                                                               | Población                                                          | Puesto                                                             | Subcontinente     |
| ------------------------------------------------------------------ | ------------------------------------------------------------------ | ------------------------------------------------------------------ | ----------------- |
| Estados Unidos                                                     | 11.500.000                                                         | 1                                                                  | América del Norte |
| Canadá                                                             | 86.055                                                             | 2                                                                  | América del Norte |
| Guatemala                                                          | 18.006                                                             | 3                                                                  | América Central   |
| Bolivia                                                            | 10.397                                                             | 4                                                                  | América del Sur   |
| Chile                                                              | 10.380                                                             | 5                                                                  | América del Sur   |
| Argentina                                                          | 9..990                                                             | 6                                                                  | América del Sur   |
| Panamá                                                             | 5.167                                                              | 7                                                                  | América Central   |
| Costa Rica                                                         | 4.874                                                              | 8                                                                  | América Central   |
| Perú                                                               | 3.926                                                              | 9                                                                  | América del Sur   |
| Brasil                                                             | 3.752                                                              | 10                                                                 | América del Sur   |
| Belice                                                             | 3.112                                                              | 11                                                                 | América Central   |
| Colombia                                                           | 3.050                                                              | 12                                                                 | América del Sur   |
| Ecuador                                                            | 2.233                                                              | 13                                                                 | América del Sur   |
| El Salvador                                                        | 1.737                                                              | 14                                                                 | América Central   |
| Uruguay                                                            | 1.716                                                              | 15                                                                 | América del Sur   |
| Honduras                                                           | 1.592                                                              | 16                                                                 | América Central   |
| Paraguay                                                           | 1.646                                                              | 17                                                                 | América del Sur   |
| República Dominicana                                               | 1.547                                                              | 18                                                                 | América Central   |
| Cuba                                                               | 1.345                                                              | 19                                                                 | Caribe            |
| Venezuela                                                          | 1.220                                                              | 20                                                                 | América del Sur   |
| Nicaragua                                                          | 836                                                                | 21                                                                 | América Central   |
| Bahamas                                                            | 432                                                                | 21                                                                 | El Caribe         |
| Barbados                                                           | 400                                                                | 22                                                                 | El Caribe         |
| Incluyen residentes temporales 1-3 años                            |                                                                    |                                                                    |                   |

#### Canadá
Canadá es el segundo país (después de los Estados Unidos) donde más mexicanos residen fuera de México, En el 2005, el INEGI estima 46,595 mexicanos que viven en territorio canadiense ocupando la posición número 62 de comunidades extranjeras dentro de Canadá. El gobierno de Canadá había exentado del pedido de visa a ciudadanos mexicanos, pero a partir del 14 de julio se pidió visa obligatoria a los mexicanos sin previo aviso ignorando los acuerdos compartidos del TLC. Como vínculo económico de los tres países de América del Norte, los mexicanos han aprovechado el tratado para mejorar sus condiciones económicas y sus relaciones comerciales entre los dos países. En Canadá se ha logrado contratar mucha mano de obra mexicana para la industria pesada y agrícola. Muchos jóvenes mexicanos han decidido estudiar en universidades canadienses así como incorporarse rápidamente a las labores cotidianas. Los destinos principales de la comunidad mexicana son Montreal, Toronto, Quebec, Ottawa y Vancouver.[cita requerida]
Los canadienses de ascendencia mexicana en cuenta para el 0,25% de la población del país: alrededor de 95.000 canadienses figuran como su ascendencia mexicana, a partir de 2006. Los mexicocanadienses forman la tercera fracción más grande de hispanos en Canadá junto con los colombianos y salvadoreños. Actualmente se estima que hay alrededor de 50,000 mexicanos en tierras canadienses, sin embargo no se conocen las cifras con precisión debido a que los trabajadores temporales mexicanos viajan de regreso a su país natal después de trabajar en Canadá durante el verano.

#### Guatemala
Guatemala es el cuarto país, después de España, donde más mexicanos residen fuera de México que se estima aproximadamente 14,120 individuos que cruzan hacia el vecino del sur para realizar actividades empresariales, comerciales, industriales y turísticos. La comunidad mexicana se ha establecido principalmente en la ciudad de Quetzaltenango, Ciudad de Guatemala, Huehuetenango, Antigua y ciudades guatemaltecas fronterizas con México.
Muchos de los mexicanos residentes en Guatemala son personas con poder adquisitivo alto (principalmente en grandes ciudades del país), esto se debe porque en la década de los 90 a la fecha comenzó a manifestarse un fenómeno migratorio de mexicanos hacia el país vecino por cuestiones empresariales o laborales que fueron traídos por importantes grupos empresariales mexicanos que se instalaron en este país como Bimbo, Gruma, Elektra, Banco Azteca, Organización Soriana, Jumex, Coca Cola, Mexicana de Aviación, entre otras. Las empresas mexicanas han encontrado un desarrollo importante entre los consumidores guatemaltecos.
Un sinnúmero de mexicanos indígenas chiapanecos, tabasqueños, quintanarroenses y campechanos comparten lazos de familiaridad con indígenas guatemaltecos a raíz de la guerra civil que tuvo este país durante los años 70s y 80s y que generó un éxodo masivo hacia países norteamericanos; mexicanos mayas ha decidido emigrar Guatemala logrando encontrar sus raíces y un vínculo binacional entre su tierra de nacimiento y la tierra de sus padres y abuelos.

#### Brasil
Brasil es el segundo país latinoamericano con la mayor presencia mexicana desde finales del siglo XX, con un clima benigno y la cultura que caracteriza a este país de Sudamérica. La población mexicana en Brasil llega a casi a las 8,000 personas de los cuales en su mayoría son miembros de las comunidades empresariales y educativas para inmigrantes mexicanos. A diferencia de otros destinos, la mayoría de los mexicanos que inmigran a Brasil proceden principalmente de Nuevo León, la Ciudad de México, Estado de México, Veracruz y Jalisco.
La comunidad mexicana en Brasil se considera la más numerosa de Sudamérica y la de más rápido crecimiento. Los mexicanos que viven en Brasil lo hacen de forma temporal, por 1 o 3 años, ya sea por cuestiones de trabajo, investigación, estudio o apertura comercial, por lo que es una comunidad que se renueva continuamente.

#### Costa Rica
Costa Rica es el país Centroamericano donde porcentualmente viven más mexicanos de dicha región. Las olas migratorias desde México a Costa Rica se inician desde 1970 atraídos por una democracia estable, un clima benigno y la estabilidad política que caracteriza a este país al Sur de Centroamérica. La población mexicana en Costa Rica es de más de 5.000 personas, los cuales ejercen como profesionales, doctores, secretarias, servicios entre otros. Costa Rica representa el séptimo destino para inmigrantes mexicanos en el mundo. A diferencia de otros destinos, la mayoría de los mexicanos que inmigran a Costa Rica proceden principalmente de Nuevo León, Tamaulipas, Chihuahua, Baja California y Ciudad de México. A pesar de poseer más elementos culturales similares con los países del Norte de Centroamérica (Guatemala, El Salvador y Honduras) los mexicanos en Costa Rica son rápidamente asimilados por la población costarricense. A partir de 2010 se inicia una nueva oleada de inmigrantes mexicanos a Costa Rica, siendo estos principalmente profesionales jóvenes que al no encontrar posibilidades en su país migran al país centroamericano. Otros tantos huyendo de las olas de violencia a raíz de la Guerra contra el narcotráfico en México.

#### Argentina
La inmigración mexicana en Argentina se distinguen dos tipos: aquellos que residen en forma permanente y quienes por diversas razones se establecen con carácter temporal. La población permanente está constituida por familias netamente mexicanas o por familias mexicano-argentinas. En este grupo están considerados individuos que por cuestiones políticas en la década de los 70 se exiliaron en México y formaron una familia. Con la vuelta de la democracia, muchos de esos exiliados volvieron al país. En la década de los 90 comenzó a manifestarse otro fenómeno que fue el de la población que llegó a radicar por cuestiones laborales traídos por empresas mexicanas que se instalaron en Argentina como Bimbo, Coca Cola - Femsa. La población temporal está conformada en su mayoría por jóvenes que llegan con el propósito de estudiar. Se trata principalmente de varones de entre 20 y 35 años de edad que realizan desde cursos técnicos hasta maestrías y doctorados. Las carreras con mayor demanda son la gastronómica, diseño de modas, publicidad y cinematografía, cuyo costo resulta atractivo comparativamente.

#### Cuba
En Cuba hay 1,038 mexicanos residiendo actualmente. La comunidad mexicana se ha establecido en aquella isla desde hace muchos años atrás. La migración de México fue importante, desde la época colonial y cuando Cuba era puerta de entrada a la Nueva España, durante el Virreinato de la Nueva España, años después llegaron nuevos inmigrantes procentes de la República Mexicana durante el porfiriato.
Familias indígenas mayas enteras eran trasladadas en cadenas humanas desde la península a la isla caribeña. En esas condiciones vivían y sufrían muchos indígenas mayas del Yucatán de mediados del siglo XIX. La mayoría fueron traídos hacia La Habana pero otros fueron llevados para Cuba como agricultores del henequén, la caña y los forrajes en las provincias de Pinar del Río, Matanzas y Camagüey.

#### Chile
La comunidad mexicana en Chile es pequeña, pero de gran presencia. La mayoría de los mexicanos que viven en Chile lo hacen de forma temporal, por estudio o por trabajo por 2 o 3 años, ya sea por cuestiones de trabajo o estudio,  por lo que es una comunidad que se renueva continuamente. Varios de los mexicanos han hecho de Chile su hogar de forma permanente, especialmente aquellos que han contraído matrimonio con ciudadanas o ciudadanos chilenos, o quienes han encontrado una oportunidad profesional; varias empresas Mexicanas se han instalado en Chile, como el Grupo Ideal (Bimbo), Telmex, América Móvil (Claro). La Asociación de Mexicanos en Chile organiza durante todo el año para preservar y promover las tradiciones Mexicanas como son: El día de Reyes, Día de las Madres, Día del niño, día de Muertos, Misa y serenata a la Virgen de Guadalupe, Posadas sin pasar por alto el día de Independencia en septiembre, para conmemorar la independencia de México en el que se dan cita los miembros de la colonia y amigos de México que residen principalmente en la Capital y regiones vecinas, siendo el festejo más importante y el que reúne a más de 2500 personas año con año.

### Mexicanos en Europa
| Emigración Internacional Residentes mexicanos en países europeos | Emigración Internacional Residentes mexicanos en países europeos | Emigración Internacional Residentes mexicanos en países europeos | Emigración Internacional Residentes mexicanos en países europeos |
| País                                                             | Población                                                        | Puesto                                                           | Sub-continente                                                   |
| ---------------------------------------------------------------- | ---------------------------------------------------------------- | ---------------------------------------------------------------- | ---------------------------------------------------------------- |
| España                                                           | 94.587                                                           | 1                                                                | Europa Occidental                                                |
| Italia                                                           | 18.798                                                           | 2                                                                | Europa Occidental                                                |
| Alemania                                                         | 13.247                                                           | 3                                                                | Europa Occidental                                                |
| Francia                                                          | 12.982                                                           | 4                                                                | Europa Occidental                                                |
| Reino Unido                                                      | 5.783                                                            | 5                                                                | Europa Occidental                                                |
| Suecia                                                           | 3.270                                                            | 6                                                                | Europa Occidental                                                |
| Países Bajos                                                     | 3.040                                                            | 7                                                                | Europa Occidental                                                |
| Bélgica                                                          | 1.425                                                            | 8                                                                | Europa Occidental                                                |
| Suiza                                                            | 1.082                                                            | 9                                                                | Europa Occidental                                                |
| Dinamarca                                                        | 940                                                              | 10                                                               | Europa Occidental                                                |
| Polonia                                                          | 925                                                              | 11                                                               | Europa Oriental                                                  |
| Incluyen residentes temporales 1-3 años                          |                                                                  |                                                                  |                                                                  |

#### España

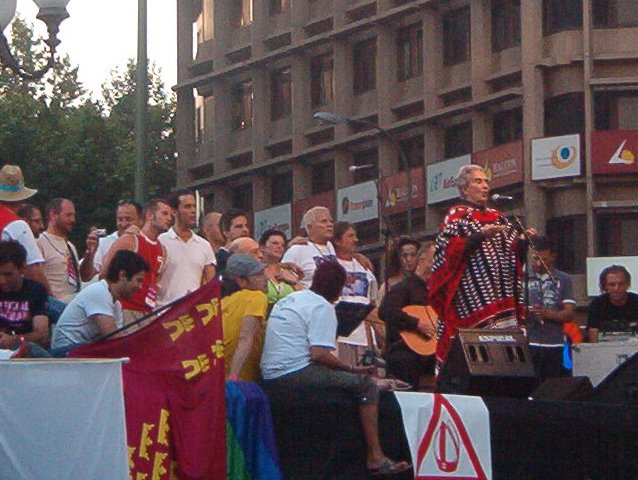
Intérpretes de música mexicana en ciudades de España.

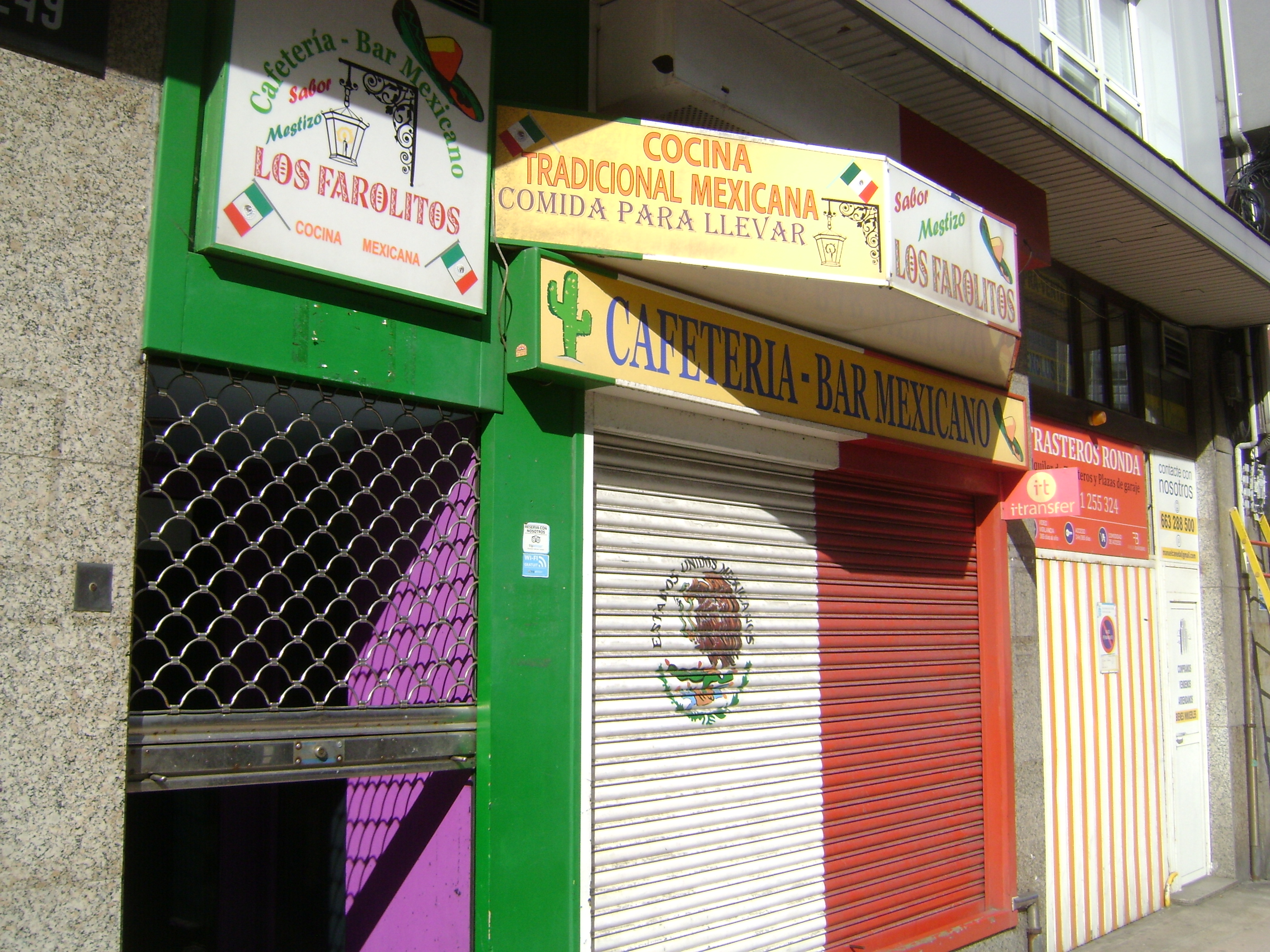
Bar mexicano en La Coruña, Galicia (España).

La población mexicana que radica en España está integrada primordialmente por estudiantes, profesionistas calificados, cónyuges de españoles, así como por ciudadanos mexicanos que cuentan también con la nacionalidad española. En enero de 2018, el Instituto Nacional de Estadística de España tenía registrados a 24,225 mexicanos dentro de su territorio, de los cuales una parte están en régimen comunitario (poseen otras nacionalidades de la Unión Europea o son familiares de ciudadanos europeos). A este número hay que agregar a los que cuentan con doble nacionalidad, que no son registros como extranjeros españoles. Las legislaciones mexicana y española permiten la doble nacionalidad, y son muchos los mexicanos que la han solicitado, tanto residentes en España como nietos o hijos de la migración española a México. 
Los principales destinos de la comunidad mexicana, según datos del INE, son las comunidades autónomas de Cataluña con 7,002, Madrid con 6,653, Andalucía con 2,339 y la Comunidad Valenciana con 1,850. De los migrantes mexicanos residentes en España, el 61,5% son mujeres, son procedentes principalmente de Distrito Federal, Estado de México, Jalisco, Nuevo León, Veracruz, Baja California, Hidalgo, Puebla, Querétaro, Sinaloa, Yucatán, Chihuahua y Chiapas. El perfil más característico del inmigrante mexicano es de adultos de edad media, provenientes de clase media, concentrados en Madrid, Barcelona y Sevilla. Muchos son los casos de estudiantes de posgrado que construyen relaciones laborales y/o sentimentales que los conlleva a quedarse en España.

#### Alemania

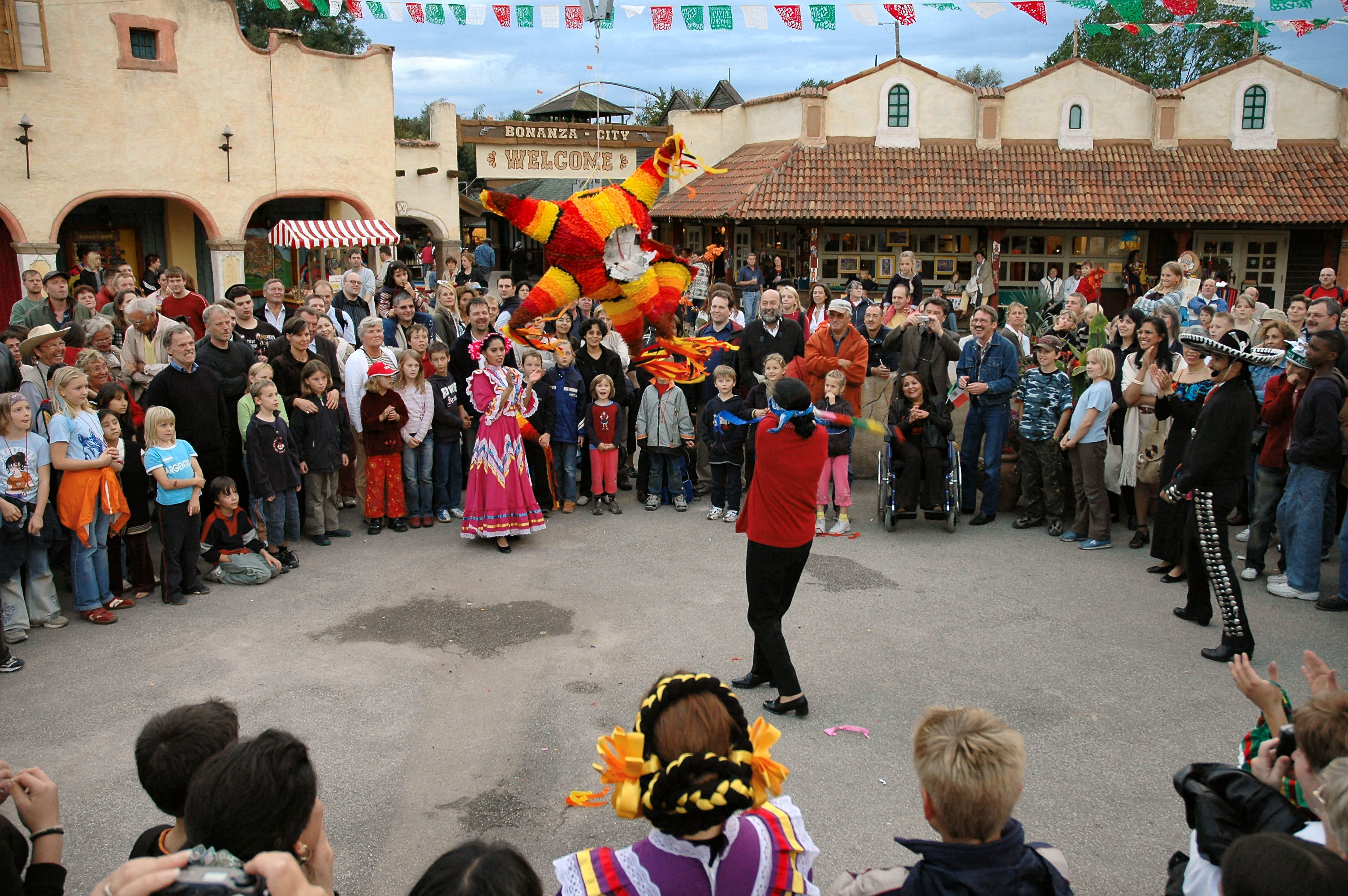
Fiesta mexicana en Schleswig-Holstein, Alemania.

Según la Oficina Federal de Estadísticas de Alemania, la población mexicana se concentra en su mayoría en los Estados Federados de Baviera, Baden-Württemberg, ambos al sur de Alemania y Berlín, así como en Baja Sajonia y Renania del Norte Westfalia al noroeste. Sociedades mexicano-alemanas registradas existen actualmente 16. Entre las principales actividades se destacan la realización de eventos socioculturales –algunos en coordinación con la Embajada mexicana- que dan a conocer la historia, el modo de vida y tradiciones de la cultura mexicana despertando así el interés en público alemán por México. Las asociaciones mexicanas son aliadas incondicionales en caso de acciones de emergencia como meteoros naturales que suceden en México, y una de ellas, la Sociedad Mexicano-Alemana A.C (Deutsch-Mexikanische Gesellschaft e.V., que reúne a un grupo selecto de industriales y hombres de negocio alemanes, apoya diversos proyectos de infraestructura, educación y comunidades indígenas.
La población migrante mexicana de Alemania la integran principalmente jóvenes entre 20 y 35 años de ambos sexos, tienen niveles educativos altos a diferencia de la emigración hacia los Estados Unidos, se distribuyen principalmente en grandes ciudades metropolitanas, sus fuentes de trabajo varían de 1 a 4 años de permanencia, muchos mexicanos y mexicanas forman parte de los cuerpos de trabajo e investigación en laboratorios, talleres industriales y universidades. Algunas mujeres encuentran trabajo en la atención de niños y ancianos; otro sector principal son los lazos matrimoniales que se han manifestado recientemente entre gente de Alemania y México, donde se han ido incrementando la generación de niños alemanes con padre o madre de América Latina.

#### Italia
Italia es el tercer destino de migración en el continente europeo, donde la mayoría de los mexicanos residen en el norte y centro de la península itálica, concentrándose principalmente en zonas urbanas. Muchos de los mexicanos que residen en Italia son descendientes de comunidades italianas que emigraron a México en el siglo XIX y principios del siglo XX, aunque también otro porcentaje de mexicanos que viven en el país no se consideran vinculados al continente europeo por consanguinidad. Entre los ciudadanos latinoamericanos no son una comunidad mayoritaria, pero la tasa de crecimiento migratorio ha ido en aumento dicha comunidad.
La migración mexicana en Italia está integrada por religiosos, académicos, estudiantes, deportistas, empresarios y cónyuges de ciudadanos italianos. Se estima que en Roma y Milán residen la mayoría de los ciudadanos de México, pero también en Bolonia, Venecia, Verona, Turín y Génova. En el sur y en las islas del país, es menor el número de ciudadanos mexicanos, pero existen algunos vínculos como el caso de Sicilia y Cerdeña.

#### Reino Unido

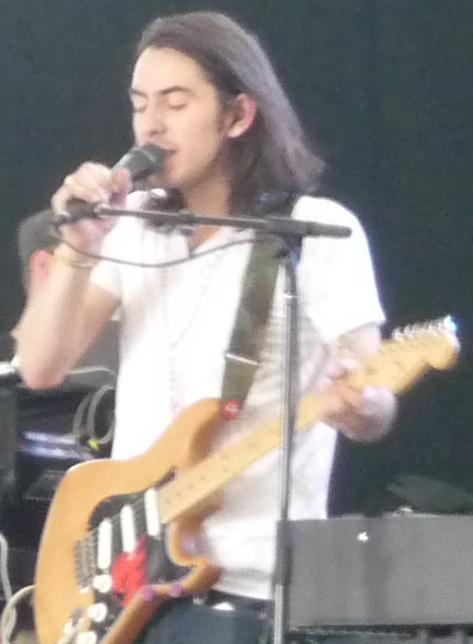
El cantante británico Dhani Harrison tiene ascendencia mexicana.

De conformidad con los datos del registro de mexicanos en el Reino Unido de la Gran Bretaña e Irlanda del Norte, la comunidad mexicana en este país está integrada por 5,125 personas en el año 2001; y 10,455 ciudadanos mexicanos en el 2008, de los cuales el 53% son mujeres, el 40% son estudiantes, el 13% empleados y sólo el 5% menores. Entre los profesionistas destacan aquellos empleados en instituciones financieras, empresas, comercios, etc. Los principales asentamientos son Londres y las ciudades donde se ubican centros de estudios universitarios como Essex, Sheffield, Oxford, Edimburgo, Cambridge, Warwick, Mánchester y Liverpool.

#### Francia

Capilla de la Virgen de Guadalupe en la catedral de Notre Dame, París, Francia.

Francia es el país de destino para 12 982 mexicanos que están de manera legal en dicho país europeo. París es el principal punto de residencia de mexicanos, pero también hay un número considerable en Estrasburgo y Marsella.
La Casa de México en París, es una de las 37 residencias de la Ciudad Internacional Universitaria de París (CIUP) y fue creada por los gobiernos de México y Francia en 1953 para hospedar jóvenes estudiantes universitarios procedentes de México y de otros países latinoamericanos.

#### Bélgica
La comunidad mexicana establecida en el Reino de Bélgica está conformada en su gran mayoría por profesionistas que se encuentran realizando algún postgrado o trabajando para empresas transnacionales; o bien, por matrimonios mixtos belga-mexicanos.  Por género, la comunidad se divide en 66.6% de población femenina y 33.4% de población masculina. Aunque la Comunidad mexicana en Bélgica está muy distribuida, alrededor del 35% de ella vive en zonas urbanas, la mayoría en Bruselas y Amberes, con algunos pequeños grupos en Lieja, en las zonas metropolitanas de otras ciudades e incluso en ocasiones, en áreas rurales.
Los llamados belgicanos, son una generación de belgas cuyos padres proceden de México o uno de los progenitores es procedente de México y que se dio dicha inmigración entre los años 90 del siglo XX a la actualidad.

### Mexicanos en Asia

#### Israel
La inmigración mexicana en Israel es actualmente, el país asiático con mayor número de mexicanos y la tercera corriente migratoria más numerosa proveniente de América Latina, después de Argentina y Brasil. Debido a esto, muchos judeo-mexicanos están en condiciones de hacer la aliyá y convertirse en ciudadanos israelíes gracias a la Ley del Retorno. La comunidad mexicana en Israel es de aproximadamente 2.000 personas.

#### Filipinas

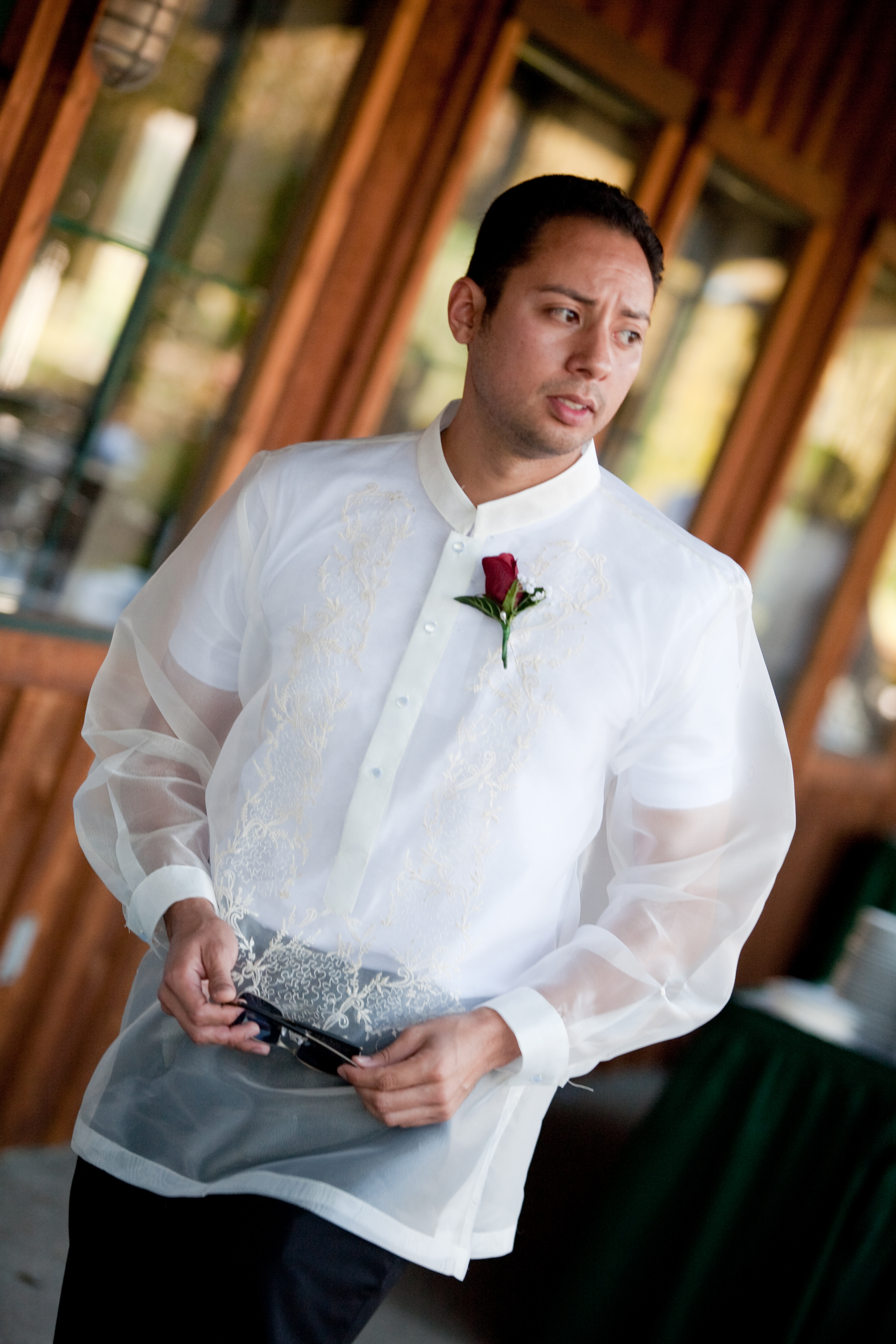
Joven filipino de ascendencia mexicana.

En Filipinas hay 400 mexicanos residiendo actualmente. La comunidad mexicana se ha establecido en aquellas islas desde hace muchos años atrás. La migración de México fue importante, desde la época colonial y cuando Filipinas comerciaba con este país, durante el Virreinato de la Nueva España, los mestizos mexicanos se mezclaron con los pobladores de las islas, en cantidad similar a la de España y Estados Unidos, sumando mayor número de apellidos de origen español.

### Mexicanos en África
África ha dejado de ser un continente de poco interés para muchos mexicanos, la migración hacia este continente se ha dado por diversos factores de atracción. Sudáfrica y Nigeria son los destinos principales, y se por una apertura de oportunidades económicas donde el mercado mexicano pueda ampliarse en el turismo, en el petróleo, la agricultura, la tecnología y la alimentación. En el caso de Egipto, Marruecos y Argelia se da por la cercanía con el continente europeo y los lazos de consanguinidad existentes en muchos mexicanos de padres de habla árabe.
Una importante comunidad de mexicanos religiosos han decidido vivir en el continente africano por las razones de su vida, cristianizar y vivir su cristianidad en medio de comunidades africanas autóctonas, lo cual ha llevado a los religiosos a desplazarse por todo el territorio continental y sobre todo en países subsaharianos.

## Protección de las embajadas mexicanas
Los principales problemas a que se enfrenta la comunidad mexicana a su llegada a países no hispanos, son el alojamiento y el idioma. Una vez salvados estos obstáculos la integración a la sociedad es relativamente fácil. El departamento de protección de la sección consular recibe solicitudes principalmente en los siguientes temas:
- 1).- Robo y pérdida de documentación
- 2).- Asesoría legal para casos de violencia familiar y divorcio
- 3).- Asesoría legal para casos de custodia y patria potestad de los hijos
- 4).- Proceso legal en centros penitenciarios para su pronta repatriación

### Política migratoria
La política migratoria internacional de un país refleja la importancia y las consecuencias de los flujos de personas entre su territorio y el de otro(s) país(es), y se expresa en la manera específica en que un país regula dichos flujos. Desde la perspectiva del desarrollo humano, la migración entre países puede ser un indicador del ejercicio o de la restricción de la libertad de las personas. Por ello, es indispensable entender cómo los gobiernos nacionales enfrentan lo que parece ser un fenómeno creciente, complejo y con consecuencias de largo plazo todavía difíciles de vislumbrar. La migración internacional involucra, por definición, a por lo menos dos países; por tanto, la política migratoria de un país necesariamente tiene como contraparte la de algún otro. La orientación de cada uno dependerá de su condición como país preponderantemente emisor o receptor de flujos migratorios en relación con otras naciones.

## Factores de emigración en México
La zona fronteriza de México con los Estados Unidos, ha sufrido los estragos del crimen organizado en los últimos años, los mexicanos de todas las condiciones sociales que han padecido la inseguridad en México han buscado emigrar principalmente hacia estados del sur, más específicamente California y Arizona. E inclusive, mexicanos de comunidades indígenas del norte del país también han emigrado hacia los Estados Unidos como una manera de huir desesperadamente. Muchos de estos indígenas son obligados a cosechar marihuana, amapola y coca en sus propios ejidos y amenazados de muerte por no colaborar con los narcotraficantes.
Debido a la inseguridad que existe en México y a daños sufridos por secuestro, extorsión y temor de represalias de los delincuentes hacia los familiares, muchos mexicanos con poder adquisitivo alto y de clase media alta están emigrando a países como España, Alemania, Suiza, Reino Unido y Bélgica, por ser lugares que ofrecen mayor seguridad al ciudadano debido a que su policía no es cómplice de delicía a países latinoamericanos.
Comunidades menonitas de Chihuahua y Durango están emigrando hacia estados más seguros como Campeche y Yucatán por la incidencia del crimen organizado y la denominada "guerra contra las drogas"; y muchos definitivamente están emigrando fuera del país, las zonas rurales de Bolivia, Belice, Argentina y Paraguay son los principales destinos de los menonitas mexicanos. Ellos no desean ir a países con alto nivel de desarrollo porque la tecnología y las redes de comunicación va en contra de sus creencias religiosas.
Al respecto de los factores de emigración, algunos autores aducen las causas de migración a factores como la “violencia, el desmantelamiento del Estado de bienestar, los sucesivos procesos de privatización, las asimetrías de acuerdos económicos con Estados Unidos y Canadá, así como la guerra contra el narcotráfico”.